# 惠廷 (印第安納州)
惠廷（英語：Whiting）是一個位於美國印地安納州萊克縣的城市。

## 人口
根據2010年美國人口普查的數據，惠廷的面積為8.36平方千米，當中陸地面積為4.66平方千米，而水域面積為3.70平方千米。當地共有人口4,994人，而人口密度為每平方千米597.37人。